# Lukáš Pešek

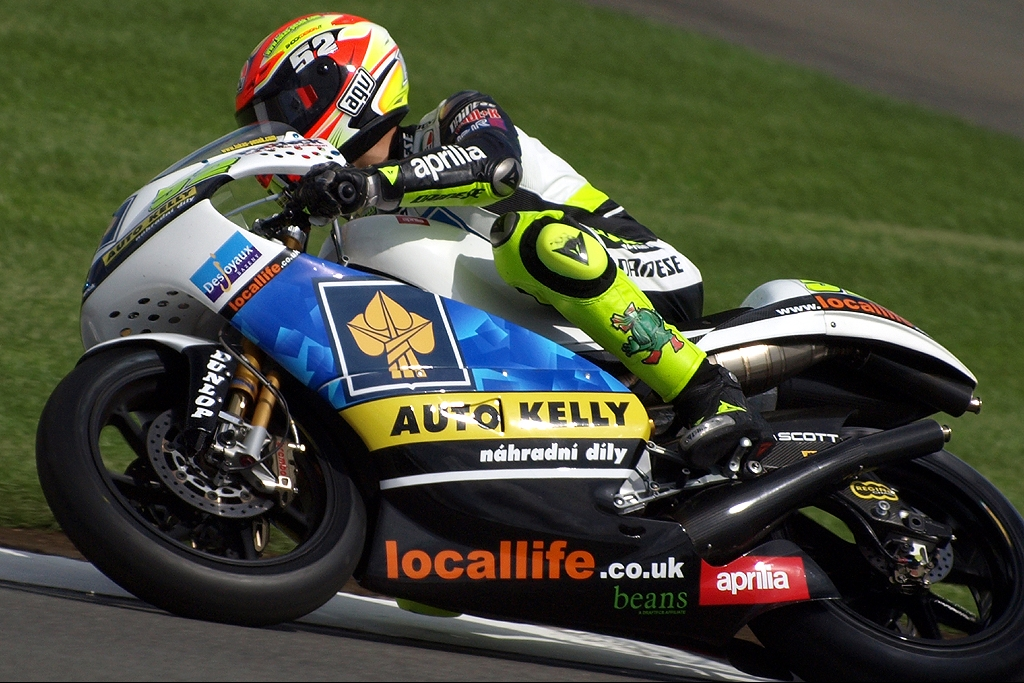
Lukáš Pešek op Donington Park in 2009.

Lukáš Pešek (Praag, 22 november 1985) is een Tsjechisch motorcoureur.
Pešek maakte in 2002 zijn debuut in de 125cc-klasse van het wereldkampioenschap wegrace met een wildcard in zijn thuisrace op een Honda. In 2003 stapte hij over naar de 250cc-klasse, waarin hij op een Yamaha vanaf de race in Duitsland zijn landgenoot Jaroslav Huleš verving. Ondanks dat hij vier punten scoorde in Australië, keerde hij in 2004 terug naar de 125cc, waarin hij zijn fulltime debuut maakt op een Honda. In 2005 stapte hij over naar een Derbi, waarop hij in 2006 tijdens de seizoensopener in Spanje zijn eerste podiumplaats behaalde. Later dat jaar stond hij ook op het podium in Italië en Duitsland, waar hij tevens pole positions behaalde, en werd zesde in het kampioenschap. In 2007 won hij in China zijn eerste race en voegde er in Australië een tweede overwinning aan toe, waardoor hij vierde werd in het kampioenschap. In 2008 maakte hij de overstap naar de 250cc-klasse, waarin hij op een Aprilia uitkwam. In zijn twee jaren eindigde hij regelmatig in de punten en sloot de kampioenschappen af als vijftiende en veertiende respectievelijk. In 2010 werd de 250cc vervangen door de Moto2, waarin Pešek uitkwam op een Moriwaki. Nadat hij tot de Grand Prix van San Marino slechts vijf punten wist te scoren, werd hij na deze race vervangen door Santiago Hernández en keerde niet terug.
In 2011 nam Pešek deel aan het Spaanse Moto2-kampioenschap en het Duitse Supersport-kampioenschap. In 2012 maakte hij zijn debuut in het wereldkampioenschap supersport tijdens de eerste twee races op het Phillip Island Grand Prix Circuit en het Autodromo Enzo e Dino Ferrari op een Honda. In 2013 keerde hij terug in het wereldkampioenschap wegrace in de MotoGP-klasse, waarin hij op een Ioda-Suter uitkwam. Hij scoorde tijdens het seizoen echter geen punten en het team verliet de klasse na afloop van het seizoen.